# Eliseo Mouriño
Eliseo Víctor Mouriño (ur. 3 czerwca 1927 w Buenos Aires, zm. 3 kwietnia 1961) – argentyński piłkarz, środkowy pomocnik.
Mouriño karierę piłkarską rozpoczął w 1948 roku w klubie  CA Banfield, w którym występował do 1952 roku. W Banfield grał znakomicie, wydatnie pomagając swemu klubowi zdobyć wicemistrzostwo Argentyny w 1951 roku. W 1953 został graczem Boca Juniors, gdzie zajął miejsce gwiazdy Boca Ernesto Lazzattiego. W 1954 roku pomógł drużynie Boca Juniors zdobyć pierwszy od 10 lat tytuł mistrza Argentyny – był to jedyny tytuł mistrza Argentyny w karierze Mouriño.
Jako piłkarz klubu Boca Juniors wziął udział w turnieju Copa América 1955, gdzie Argentyna zdobyła mistrzostwo Ameryki Południowej. Mouriño zagrał w trzech meczach – z Paragwajem, Ekwadorem i Peru.
Rok później wziął udział w turnieju Copa América 1956, gdzie Argentyna została wicemistrzem Ameryki Południowej. Mouriño zagrał we wszystkich pięciu meczach – z Peru, Chile, Paragwajem, Brazylią i Urugwajem.
Jako gracz klubu Boca Juniors był w kadrze reprezentacji Argentyny podczas finałów mistrzostw świata w 1958 roku, gdzie Argentyna odpadła już w fazie grupowej. Mouriño nie zagrał w żadnym meczu. W tym samym roku razem z Boca Juniors został wicemistrzem Argentyny.
Rok po nieudanych mistrzostwach świata wziął udział w turnieju Copa América 1959, gdzie Argentyna powetowała sobie nieudany występ na szwedzkich stadionach i zdobyła mistrzostwo Ameryki Południowej. Mouriño wystąpił w czterech spotkaniach – z Peru, Chile, Urugwajem i Brazylią.
Jeszcze w tym samym roku wziął udział w ekwadorskim turnieju Copa América 1959, gdzie Argentyna została wicemistrzem Ameryki Południowej. Mouriño zagrał w trzech meczach – z Paragwajem, Ekwadorem i Brazylią.
W Boca Juniors Mouriño grał do 1960 roku. Na zakończenie kariery w 1961 roku przeniósł się do Chile, gdzie grał w klubie Green Cross Santiago. Zmiana kraju okazała się dla niego pechowa, gdyż Mouriño zginął 3 kwietnia 1961 roku. Razem z 7 innymi graczami zespołu Green Cross wyleciał lotem DC-3 do miasta Osorno, jednak nie dotarł do celu. Wrak samolotu odnaleziono w 2015 roku wbity na wysokości 3050 metrów w zbocze skalistej góry Socorro Andino. W wypadku zginęli wszyscy pasażerowie – 24 osoby, w tym 8 graczy Green Cross – okrywając żałobą Chile i Argentynę.
Mouriño był graczem bardzo inteligentnym i wszechstronnym. Jako znakomity strateg był stworzony do gry w środku pola, by kierować poczynaniami całego zespołu. Bardzo pomagały mu w przewodzeniu drużyną dwie cechy – charyzma i waleczność.
W reprezentacji Argentyny Mouriño rozegrał 21 meczów, natomiast w lidze argentyńskiej rozegrał 278 meczów i zdobył 6 bramek.